# Zweites Buch

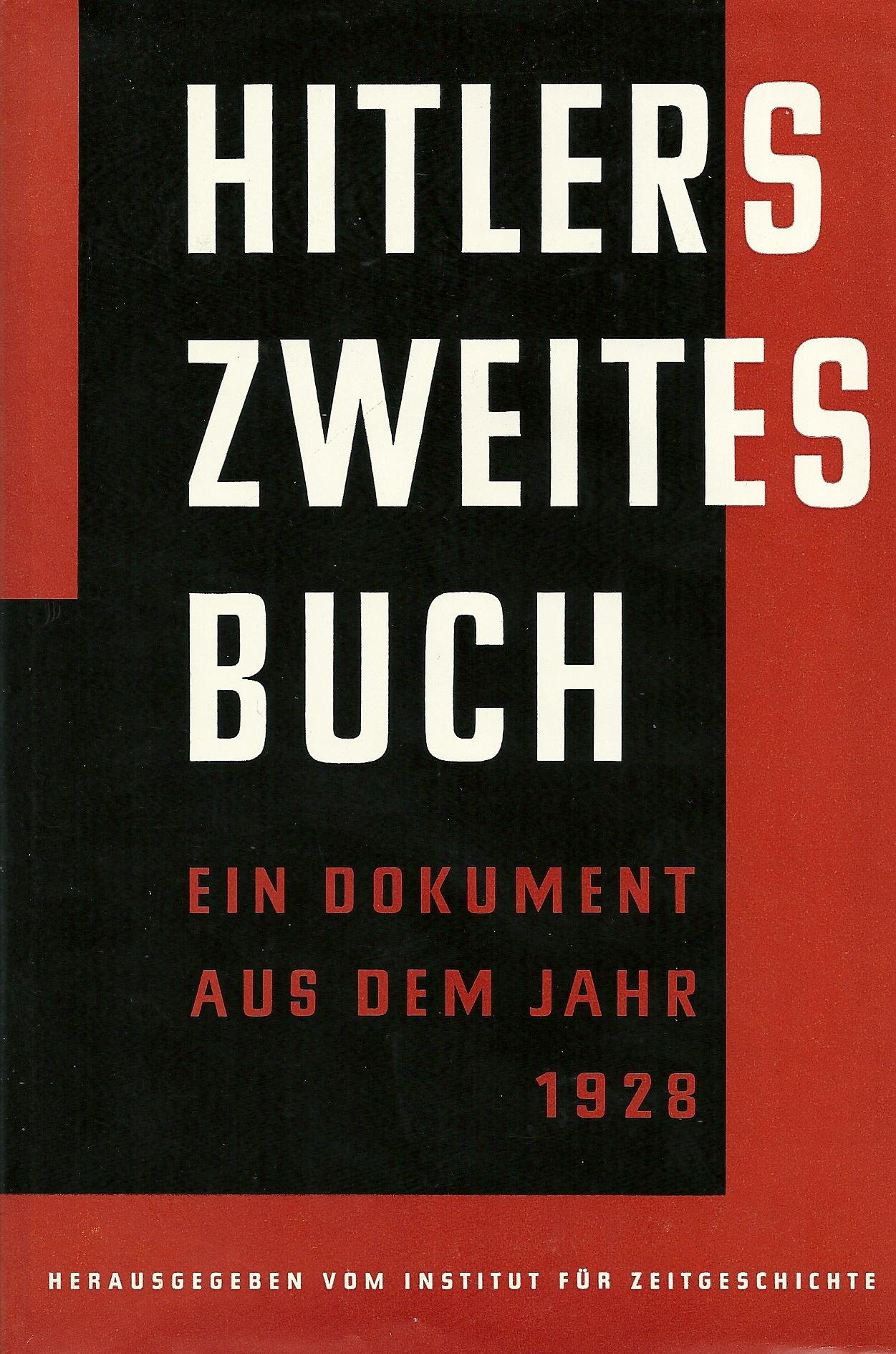
Couverture de l'édition allemande de 1961.

Le Zweites Buch (Deuxième Livre, parfois également appelé Secret Book) est une transcription non éditée de réflexions d'Adolf Hitler sur la politique étrangère. Écrit en 1928, après Mein Kampf, il ne fut jamais publié de son vivant.

## Composition
Le livre est constitué de 15 chapitres (120 pages) et se décompose ainsi :
- Sommaire
- Guerre et Paix
- La nécessité du conflit
- Race et Volonté dans la lutte pour le Pouvoir
- Éléments de politique étrangère
- La politique étrangère nationale-socialiste
- Besoins et objectifs allemands[1]
- Politiques du IIe Reich
- Puissance militaire et Sophisme de la restauration des frontières[2] comme objectif
- Une situation économique sans espoir[3]
- Sur la nécessité d'une politique étrangère active
- L’Allemagne et la Russie
- La politique étrangère allemande
- Objectifs allemands
- L'Angleterre en tant qu'allié[4]
- L'Italie en tant qu'allié